# ピーター・ユスティノフ
ピーター・アレクサンダー・ユスティノフ（Sir Peter Alexander Ustinov, 1921年4月16日 - 2004年3月28日）は、英国出身のアカデミー賞受賞俳優で、小説家、脚本家、劇作家、映画監督。CBE受勲者。アカデミー助演男優賞を『スパルタカス』（1960年）と『トプカピ』（1964年）の2作品で獲得した。

## 生涯

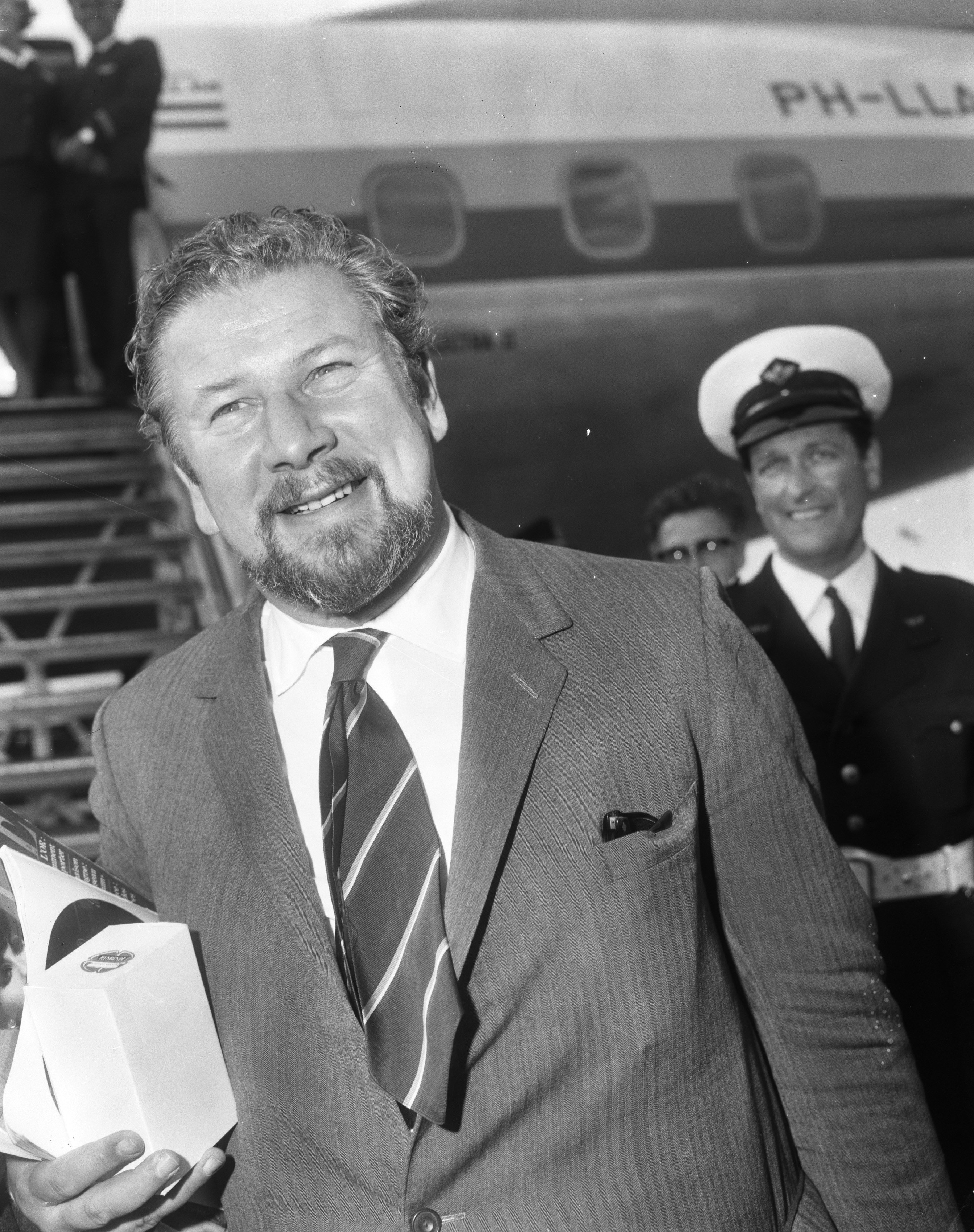
1965年撮影

ピーター・アレクサンダー・フォン・ユスティノフ (Peter Alexander Baron von Ustinov) として、ロンドン市内カムデン区ベルサイズ・パーク (en) 45番地で生まれる。
フォン・ユスティノフの父親Jona von Ustinovはロシア系のドイツ人。第1次世界大戦中はドイツ軍の空軍で活躍し、1930年代英国に移住してドイツ大使館に勤めた後、ドイツの新聞社の特派員を経て英国のMI5で働き、第二次世界大戦前は対ドイツの諜報を専門に行っていた。ユスティノフ自身の回顧録によると、自宅で英国とドイツの上級官僚が密談していたという。ユスティノフの母親はフランス、イタリア、エチオピア王室の血脈を受け継いだロシア人の画家兼バレエのステージデザイナーであった。彼女の父親と祖父は著名なロシアの建築家であり、また兄はストラヴィンスキーとディアギレフと共に働いたステージデザイナーであった。
このような家庭環境のためか、フォン・ユスティノフは英語、フランス語、ドイツ語、イタリア語、ロシア語、スペイン語を流暢に操り、またトルコ語や現代ギリシア語も喋った。
フォン・ユスティノフはウェストミンスター・スクールで教育を受け、在学中はドイツ国の駐イギリス大使のウルリヒ・フリードリヒ・ヴィルヘルム・ヨアヒム・フォン・リッベントロップの息子のルドルフ・フォン・リッベントロップの同級生であった。その後中退し、1938年に早くも17歳でロンドンのプレイヤーズ・シアターで舞台デビューを、翌年には自作の戯曲の主演を務めるようになる。第2次世界大戦中は、一兵卒として陸軍に配属されるが、デヴィット・ニーブンと共に軍でのプロパガンダ映画の中で俳優として演じるようになった。この時、すでに映画の脚本も書いていた。
フォン・ユスティノフの最初の成功は "The Love of Four Colonels" （1951年）という作品である。また、自作自演で出演した『びっくり大将』"Romanoff and Juliet"（1956年）は最も良く知られた作品である。出演作品には、『クォ・ヴァディス』（1951年）での皇帝ネロや『スパルタカス』(1960年)のバタイアタス役、SF映画『2300年未来への旅』での老人役、アガサ・クリスティ原作の『ナイル殺人事件』（1978年）をはじめとする6本のエルキュール・ポアロ役などがある。また、俳優や脚本のみならず、映画監督もつとめた作品も何本かある。
アカデミー賞助演男優賞を『スパルタカス』（1960年）と『トプカピ』（1964年）の2作品で獲得した。ゴールデングローブ賞の助演男優賞も『クォ・ヴァディス』（1951年）で獲得している。1957年と1967年、1970年にエミー賞を受賞している。また1958年にはイギリスとアメリカの相互理解の促進に対してロイヤル・ソサエティ・オブ・アーツからベンジャミン・フランクリン・メダルを授与された。
1952年から1955年にかけてBBCのラジオ・コメディにも出演し、とても愛されるキャラクターを演じた。また、テレビでも巧みな話術でお茶の間の人気者になった。博識な語学力を生かし、ドイツ人から見た英国人などのようにとてもユーモアにあふれたジョークを連発していた。また、文壇界でも活躍しており、長編小説を3作、短編集も2冊出版している。1969年には得意のドイツ語を生かしてハンブルク歌劇場上演のオペラ『魔笛』を演出、これは映画形式でフィルム撮影され（映像演出ヨアヒム・ヘス）出演者が桁外れに豪華なこともあって今なおDVDなどで親しまれている。
1969年から亡くなるまでの間、ユニセフの友好親善大使と基金発案者を兼務していたが、これは明るいキャラクターと人を笑わせる話術の賜物であった。1991年から世界連邦運動の推進委員を務めていたほか、中華人民共和国のよき理解者であった。2000年には、「人々は、人権をあまり尊重しない中国（政府）のやりかたにイライラしている。しかし、あれだけの膨大な人口を抱えていれば、人権に対して同じ態度をとるのは極めて難しい」と、ダラム大学の講演で述べている。
ほかにドキュメンタリーへの出演や司会役・インタビュアーも多く、1984年10月31日にはインドのデリーでインディラ・ガンディー首相へのインタビュー中、彼女の暗殺現場に居合わせたこともある。
1968年から1974年までダンディー大学のレクターに就任した。1969年にはダンディー大学から名誉法学博士号を授与されている。また、1990年にはナイト爵を授けられた。1992年かはら2004年に逝去するまでダラム大学の総長を務めた。ダラム大学は、総長としてのユスティノフの貢献を讃えて、その大学院生用のカレッジであるグラデュエート・ササイエティをユスティノフ・カレッジという名称に2003年に変更した。さらにベルギーのブリュッセル自由大学(VUB)からも名誉博士号を授けられている。最晩年は世界連邦運動の会長を務めた。

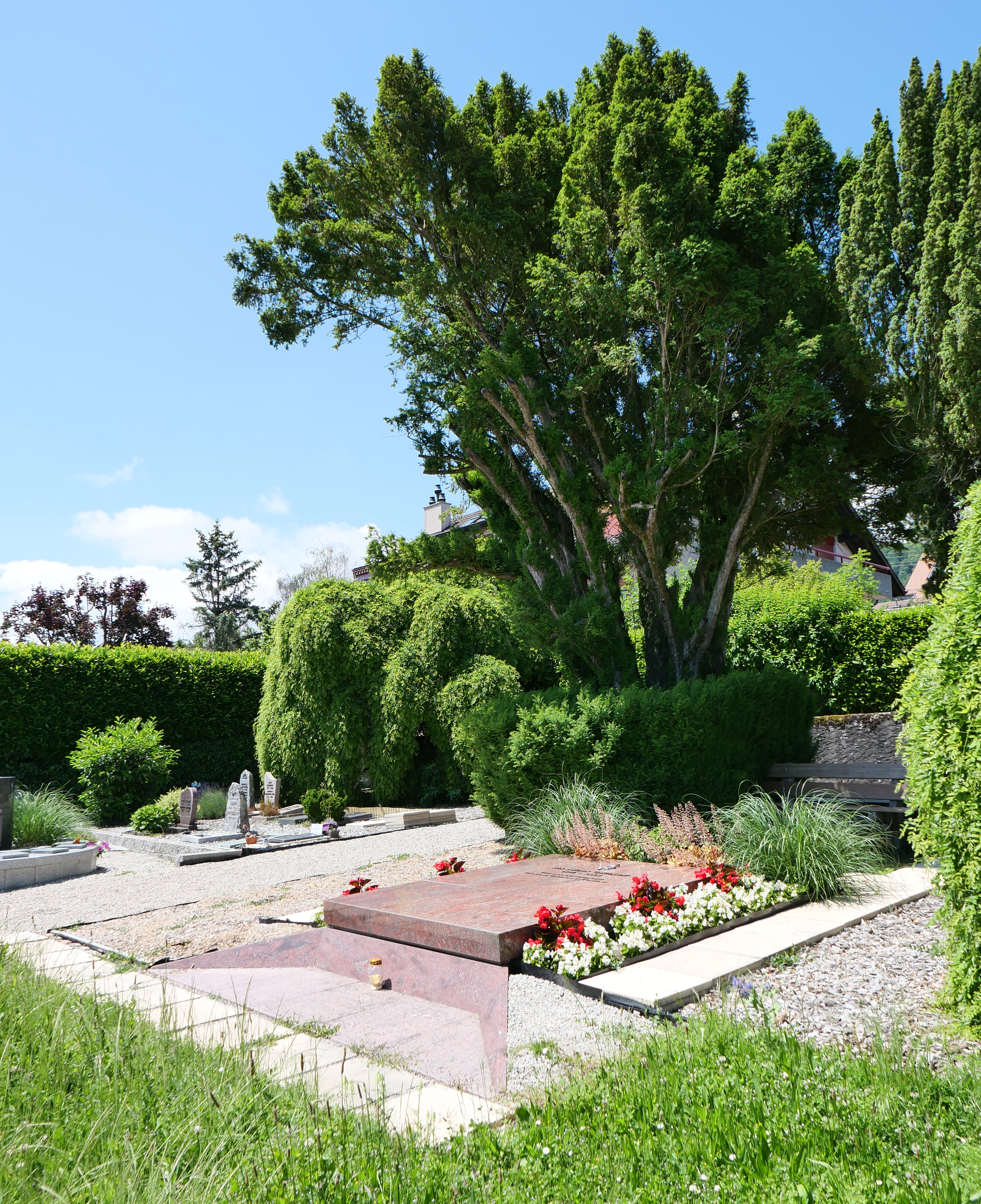
スイス・ヴォー州にある墓（2024年現在）

1960年代に英国での高所得者への重い所得税のためにスイスに移住した。2004年に晩年を過ごしたスイスで心臓疾患により亡くなった際には、国連総長のコフィー・アナンの代理として、ユニセフの理事キャロル・ベラミーが弔辞を述べた。遺体は、ニヨンのブルサン墓地に埋葬されている。 彼の墓石には十字架が刻まれている。世俗的ヒューマニストと自認していたにもかかわらず。碑文にはこうある。
« SIR PETER USTINOV
1921-2004
Writer-Actor-Humanist

Musicien-Membre de l'Institut »

## 主な出演作品
| 公開年 | 邦題 原題                                                               | 役名                                 | 備考                                                  |
| ------ | ----------------------------------------------------------------------- | ------------------------------------ | ----------------------------------------------------- |
| 1942   | わが一機未帰 One of Our Aircraft Is Missing                             | 司祭                                 |                                                       |
| 1944   | 最後の突撃 The Way Ahead                                                | リスポリ                             | 脚本・出演                                            |
| 1951   | 極楽ホテル Hotel Sahara                                                 |                                      |                                                       |
| 1951   | クォ・ヴァディス Quo Vadis                                              | ネロ                                 | ゴールデングローブ賞 助演男優賞 受賞                  |
| 1954   | エジプト人 The Egyptian                                                 | カプタ                               |                                                       |
| 1954   | 騎士ブランメル Beau Brummell                                            | プリンス・オブ・ウェールズ           |                                                       |
| 1955   | 俺たちは天使じゃない We're No Angels                                    | ジュールズ                           |                                                       |
| 1956   | 歴史は女で作られる Lola Montès                                          | サーカス団長                         |                                                       |
| 1957   | スパイ Les Espions                                                      | マイケル                             |                                                       |
| 1960   | スパルタカス Spartacus                                                  | レンチュラス・バタイアタス           | アカデミー助演男優賞 受賞                             |
| 1960   | サンダウナーズ The Sundowners                                           | ルパート                             |                                                       |
| 1961   | びっくり大将 Romanoff and Juliet                                        | 将軍                                 | 監督・製作・脚本・出演                                |
| 1962   | 奴隷戦艦 Billy Budd                                                     | エドウィン・フェアファクス・ヴェラ   | 監督・製作・脚本・出演                                |
| 1964   | トプカピ Topkapi                                                        | アーサー・サイモン・シンプソン       | アカデミー助演男優賞 受賞                             |
| 1965   | レディL Lady L                                                          |                                      | 監督 /脚本                                            |
| 1967   | 危険な旅路 The Comedians                                                | マヌエル・ピネダ                     |                                                       |
| 1968   | 黒ひげ大旋風 Blackbeard's Ghost                                         | 黒ひげ                               |                                                       |
| 1972   | HAMMERSMITH IS OUT                                                      | ドクター                             | 監督・出演 ベルリン国際映画祭 銀熊賞(芸術貢献賞) 受賞 |
| 1973   | ロビン・フッド Robin Hood                                               | プリンス・ジョン／キング・リチャード | アニメ映画、声の出演                                  |
| 1976   | 2300年未来への旅 Logan's Run                                            | オールドマン                         |                                                       |
| 1976   | マタクンベの黄金 Treasure of Matecumbe                                  |                                      |                                                       |
| 1977   | ナザレのイエス Jesus of Nazareth                                        | ヘロデ大王                           | テレビ・ミニシリーズ                                  |
| 1977   | 男と女のアヴァンチュール/紫のタクシー Un taxi mauve                     |                                      |                                                       |
| 1977   | Oh!外人部隊 The Last Remake of Beau Geste                               |                                      |                                                       |
| 1978   | ナイル殺人事件 Death on the Nile                                        | エルキュール・ポワロ                 |                                                       |
| 1978   | バグダッドの盗賊 The Thief of Baghdad                                   |                                      | テレビ映画                                            |
| 1979   | アシャンティ Ashanti                                                    | スレイマン                           |                                                       |
| 1980   | オリエンタル探偵殺人事件 Charlie Chan and the Curse of the Dragon Queen | チャーリー・チャン                   |                                                       |
| 1981   | マペットの大冒険/宝石泥棒をつかまえろ! The Great Muppet Caper           | トラック運転手                       |                                                       |
| 1982   | 地中海殺人事件 Evil Under the Sun                                       | エルキュール・ポワロ                 |                                                       |
| 1985   | 名探偵ポワロ/エッジウェア卿殺人事件 Thirteen at Dinner                  | エルキュール・ポワロ                 | テレビ映画                                            |
| 1986   | 名探偵ポアロ/死者のあやまち Dead Man's Folly                            | エルキュール・ポワロ                 | テレビ映画                                            |
| 1986   | 名探偵ポアロ/三幕の殺人 Murder in Three Acts                            | エルキュール・ポワロ                 | テレビ映画                                            |
| 1988   | 死海殺人事件 Appointment with Death                                     | エルキュール・ポワロ                 |                                                       |
| 1989   | 新80日間世界一周 Around the World in 80 Days                            | ウィルバー・フィクス探偵             | テレビ・ミニシリーズ                                  |
| 1990   | ドッグ・イン・パラダイス C'era un castello con 40 cani                  | 獣医 ムジョーネ                      |                                                       |
| 1992   | ロレンツォのオイル/命の詩 Lorenzo's Oil                                 | ニコラス教授                         |                                                       |
| 1995   | チャールズ・ディケンズの骨董屋 The Old Curiosity Shop                   | 祖父                                 | テレビ映画                                            |
| 1999   | アリス・イン・ワンダーランド/不思議の国のアリス Alice in Wonderland     | セイウチ                             | テレビ映画、声の出演                                  |
| 1999   | アニマルファーム Animal Farm                                            |                                      | 声の出演                                              |
| 1999   | プロポーズ The Bachelor                                                 | ジェームズ・シャノン                 |                                                       |